# SNK Beast Busters Hardware
SNK Beast Busters Hardware es una Placa de arcade creada por SNK destinada a los salones arcade.

## Descripción
El SNK Beast Busters Hardware fue lanzada por SNK en 1989. Esta es la última placa lanzada antes de salir al mercado la Neo Geo al año siguiente.
El sistema tenía un procesador 68000, operando a una frecuencia de 12 MHz. Para el audio cuenta con un Z80 operando a 4 MHz y dos chips de sonido, uno para cada juego (ya que esta placa albergó dos títulos): un YM2610 a 8 MHz para el videojuego Beast Busters y un YM2608 a 8 MHz para el videojuego Mechanized Attack.
En esta placa funcionaron 2 títulos creados por SNK.

## Especificaciones técnicas

### Procesador
- 68000 trabajando a 12 MHz

### Audio
- Z80 trabajando a 4 MHz

Chips de sonido:
- YM2610 a 8 MHz (para el videojuego Beast Busters)
- YM2608 a 8 MHz (para el videojuego Mechanized Attack)

## Lista de videojuegos
- Beast Busters
- Mechanized Attack